# 일본진보당
일본진보당(일본어: 日本進歩党)은 1945년부터 1947년까지 존재한 전후 일본의 보수정당이었다.
1945년 11월에 구 대일본정치회를 모체로 하여 결성되었으며, 그 중 다수는 구 입헌민정당이 해산된 이후 대정익찬회에 합류한 인원이었다. 입헌민정당 마지막 총재이던 마치다 주지(町田忠治)를 초대 총재, 쓰루미 유스케(鶴見祐輔)를 간사장으로 창당하였고, "국체 호지(國體護持)"와 통제 경제의 유지를 내걸고 일본제국 헌법을 옹호하려 하였다. 그러나 이듬해 1월 GHQ의 공직추방령에 의해 구성 의원 274명 중 260명이 공직에서 추방되었고, 같은 해 치러진 제22회 총선에서는 신인을 다수 옹립하여 94명을 당선시켰으나 일본자유당에 밀려 제2당으로 전락했다. 이후 시데하라 내각의 연명에는 실패했으나 자유당의 제1차 요시다 내각에서는 연립정권에 참여하여 여당에 머무를 수 있었다.
마치다 등이 공직추방으로 쫓겨난 이후 시데하라 지도부 하에서 진보당은 자유당보다 더 왼쪽에 위치한 정당으로 거듭나고자 하였고, 정권 유지를 위해 무소속이나 제파를 끌어들여 사회당과의 제휴까지 구상하였으나, 역으로 자유당, 사회당, 협동당, 공산당의 공동전선에 의해 정권 유지에 실패하고 퇴진했다. 이후 선거에 대한 위기감을 느낀 진보당은 대일본정치회로 대표되는 극우파 이미지를 극복하기 위해 1947년 보다 온건화된 민주당으로 재편되었다.